# Sheila Copps

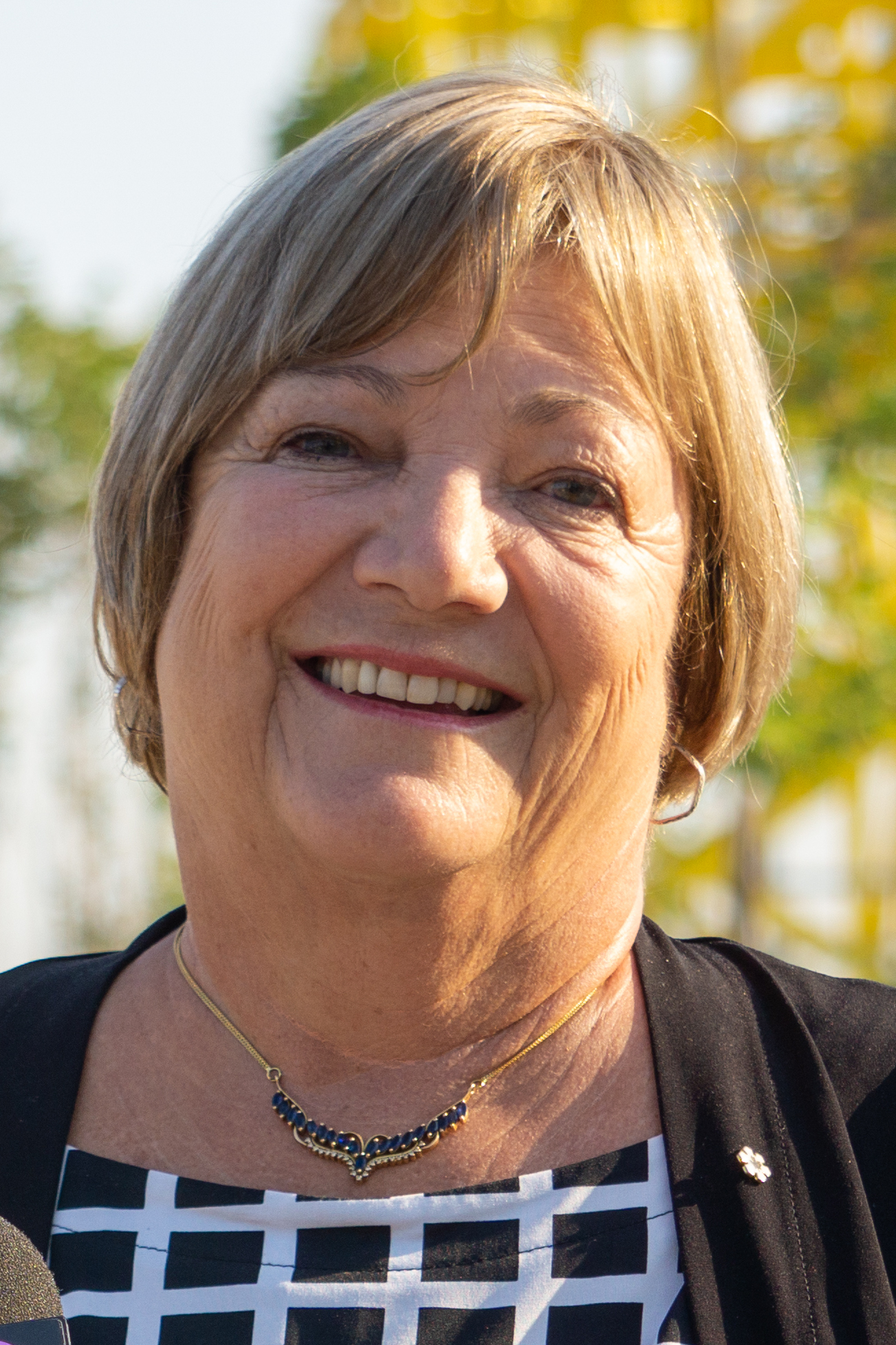
Sheila Copps, 2022

Sheila Maureen Copps OC (* 27. November 1952 in Hamilton, Ontario) ist eine kanadische Journalistin, Autorin, Politikerin und Mitglied des kanadischen Kronrats. Sie war Ministerin für Kanadische Kultur und Umweltministerin Kanadas.
Copps stammt aus einer politisch geprägten Familie, die in Hamilton großes Ansehen genießt. Ihr Vater ist Victor Copps, einer der einflussreichsten Bürgermeister der Stadt Hamilton. Ihre Mutter, Geraldine Copps ist langjährige Stadträtin von Hamilton.
Sheila Copps gehörte bis 2004 dem linken Flügel der Liberal Party of Canada an. In ihrer politischen Karriere setzte sie sich für die Rechte von Frauen und Minderheiten ein. Außerdem engagierte sie sich für Schutz der Umwelt.

## Karriere
Copps schloss ihr Studium als Bachelor of Arts in den Fächern Französisch und Englisch an der University of Western Ontario in London (Ontario) ab. Sie arbeitete danach als Journalistin beim Hamilton Spectator und Ottawa Citizen.
1977 startete Copps erstmals bei der Wahl zum Landesparlament von Ontario für die Ontario Liberal Party im Wahlkreis Hamilton Centre und verlor mit nur 14 Stimmen gegen den Amtsinhaber Mike Davison, der Ontario New Democratic Party.
Die nächsten vier Jahre arbeitete sie als Assistentin des Parteivorsitzenden Stuart Smith in dessen Wahlkreis, ehe sie bei der Wahl zum Landesparlament von Ontario 1981 antrat und gegen Mike Davison gewann. 1982 wurde sie Vorsitzende der Ontario Liberal Party.
1984 wandte sie sich der nationalen Politik zu und gewann bei der Parlamentswahl ihren Wahlkreis Hamilton East. Sie zog damit für die Liberal Party of Canada ins House of Commons von Kanada ein.
Copps wurde in der kleinen liberalen Opposition zu einer einflussreichen Politikerin, die sich offen gegen den Premierminister Brian Mulroney und seine Regierung stellte. Nach zwei Jahren im kanadischen Unterhaus veröffentlichte sie ihre Autobiografie Nobody’s Baby und wurde in Kanada bereits als erste Premierministerin gehandelt.
1988 wurde sie erneut ins Unterhaus gewählt und kandidierte 1990 für den Parteivorsitz der Liberalen. Bei der Wahl wurde sie starke Dritte.
Bei der Parlamentswahl 1993 wurden die Liberalen stärkste Kraft und Jean Chrétien wurde Premierminister. Er holte Copps als Umweltministerin ins 26. kanadische Kabinett und ernannte sie als erste Frau überhaupt zum Deputy Prime Minister of Canada. Bei einer Kabinettsumbildung 1996 gab sie das Amt der Umweltministerin auf und wurde Ministerin für Kanadische Kultur. Nach der Parlamentswahl 1997 gab Sheila Copps ihr Amt als Deputy Prime Minister auf.
Nachdem im Jahr 2004 Jean Chrétien nicht mehr antrat, kandidierte Copps für den Parteivorsitz der Liberalen. Sie wurde nur von wenigen Abgeordneten, wie Charles Caccia unterstützt und verlor gegen den Favoriten Paul Martin, der ebenfalls 2004 Premierminister Kanadas wurde. Danach trat sie nicht mehr zur Wahl für das Unterhaus an.

## Werke
- Nobody’s Baby. A Survival Guide to Politics. Deneau Verlag, 1986, ISBN 0-88879-135-6
- Worth Fighting for. Verlag McClelland & Stewart, 2004, ISBN 0-7710-2282-4